# 古希腊文学
古希腊文学是指古代希腊世界的文学。广义的古希腊文学涵盖了从氏族制希腊社会到希腊化时代的文学，持续时间近1000年。古希腊文学是整个西方文学的源头，也是欧洲文学的第一个高峰。
古希腊文学反映了欧洲从氏族社会向奴隶制社会过渡时期的现实生活，特别体现了古代世界的人们对战争与和平、人与自然之间的关系的思考。古希腊时代显赫的英雄行为和社会历史的重大变迁都在文学作品中得以深刻的体现。这些文学作品不仅为整个西方文学的发展奠定了基调，也为人们研究古希腊世界的历史与社会提供了丰富的文献资料。

## 概述

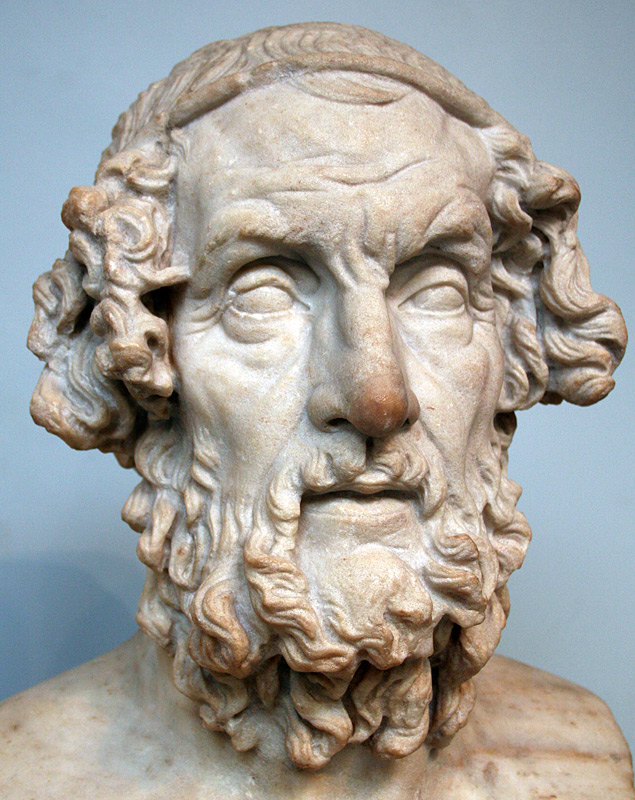
陈列在大英博物馆的荷马雕像

古希腊位于欧洲南部，地中海的东北部，包括今巴尔干半岛南部、小亚细亚半岛西岸和爱琴海中的许多小岛。特定的地理条件使得古希腊人难以在田地里依靠农耕方式谋生，而是在海上靠经商、做海盗或到海外开辟殖民地来求生存。这种生存环境造就了古希腊人自由奔放、富于想象力、充满原始欲望、崇尚智慧和力量的民族性格，也培育了古希腊人追求现世生命价值、注重个人地位和个人尊严的文化价值观念。因此，古希腊文学和艺术具有丰富多彩、雄大活泼的特征，具有人类社会童年时代天真烂漫的特征。
由于古希腊海湾、海岛众多，航海业发达，因此同其他地区，特别是同埃及和西亚各国有着广泛的商业、文化联系。早在古希腊文明诞生之前，在西亚的两河流域的峡谷里就连绵不断的产生了苏美尔文明、巴比伦文明和亚述文明。那里已经具备了较先进的书写、冶金、纺织等手工艺术，数学、天文学、建筑学也达到相当高的水平。地处北非的埃及，在工业、农业、科学、文学艺术方面也出现了古代罕见的奇迹。这一切都对希腊文化产生了深刻影响。希腊人从古老的东方文化中吸收了丰富的营养以滋润自己，希腊文学也具有显著的东方色彩。
古希腊文学表现了古希腊人对宇宙、自然与人生的理解与思考，其中蕴涵着他们较为原始的精神、心理、情感和文化的内容。外部世界的神秘莫测，大自然不可驾驭，人生的变幻无常，使他们形成了带有宗教宿命论色彩的“命运观”。体现在文学中，命运对人具有绝对的控制性和不可改变性，人必须服从命运的安排，但人又可以在命定的范围内发挥最大的才干与潜能，随心所欲的去做自己的事。
古希腊古罗马文学中的神和人都具有自由奔放、独立不羁、狂欢取乐、享受人生的个体本位意识，而在困难面前又表现出艰苦卓绝、百折不挠的精神。威力无穷的命运给古希腊人带来了困惑与恐惧，也培养了他们的自我意识和个体精神。此外，他们在与命运抗争中激发出了蓬勃的生命活力。古希腊文学正是在描写人对现世价值的追寻、人与命运的矛盾和抗争中展示了人性的活泼与美丽，表现了人类童年时期的自由、乐观与浪漫。生命意识、人本意识和自由观念是古希腊文学的基本精神，以后也成了西方文学与文化的基本内核。

## 发展

### 英雄时代
公元前12世纪至公元前8世纪是古希腊世界从氏族公社制向奴隶制社会过渡的时期，史称“英雄时代”，又称“荷马时代”，这一时期文学的主要成就是神话和史诗。

#### 古希腊神话
古希腊神话是原始氏族社会的精神产物，是古希腊人集体创造的，也是西方世界最早的文学形式，大约产生于公元前8世纪以前。它在希腊原始初民长期口口相传的基础上形成基本规模，后在荷马、赫西俄德等人的作品中得到充分反映。它产生和反映的地理位置是西起希腊半岛，东至小亚细亚半岛，南到克里特岛的广大爱琴海地区。希腊神话是一个广阔浩繁的系统，支脉派系庞杂，传说故事众多，并不完全一致。但它具有明显的家族色彩，包孕着一条血缘的纽带，存在一个基本脉络，大体可分为神的故事和英雄传说两大部分。
希腊神话中的神祇像人一样，有情欲，有善恶，有计谋，互有血缘关系，都是人格化了的形象。如天父宙斯就经常下界追逐引诱凡间女子，而他的妻子赫拉则如同一个妒忌心极强的女人一样迫害她的情敌。但神祇和人的区别也很明显：长生不老，可随意变形，各具特殊本领和巨大威力，其好恶态度对下界人类的生杀祸福起着决定作用。其中地位最显赫的神是居住在奥林匹斯山上的十二个主神。

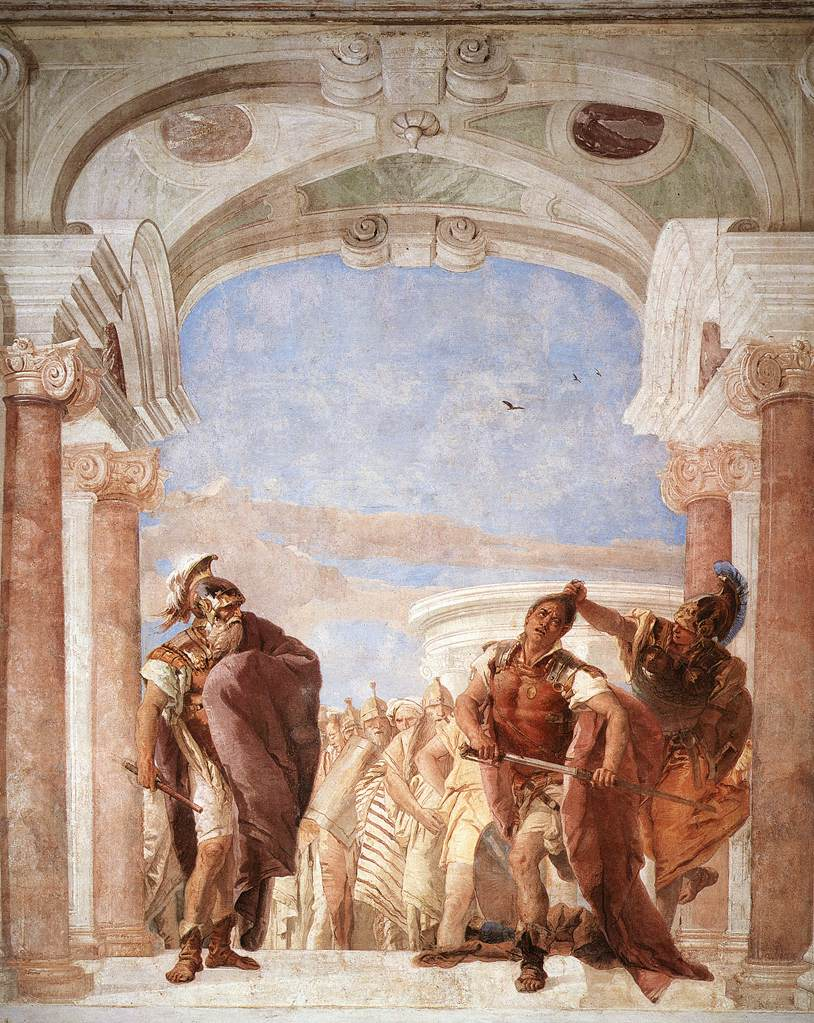
《阿喀琉斯的愤怒》，乔万尼绘

英雄传说中的英雄都是神和人所生的后代，是半神半人的，具有过人的才能和非凡的毅力。英雄传说以不同的家族为中心形成许多系统，主要包括赫拉克勒斯的传说，忒修斯的传说，伊阿宋的传说等等。
希腊神话是在漫长的历史时期内逐渐形成的，神的性格和职责以及故事情节都有发展变化。可以说古希腊神话是整个西方文学的源头，后世几乎所有的作家都曾从古老的神话中汲取养分。

#### 《荷马史诗》
《荷马史诗》是西方文学史上最早的正式的书面文学作品。史诗包括两部，分别是《伊利亚特》（一译《伊利昂纪》）和《奥德赛》（一译《奥德修纪》），相传作者是大致生活于公元前10世纪至8世纪之间的盲人诗人荷马，不过目前更流行的观点是《荷马史诗》是包括荷马在内的许多人集体创作并反复修改过的。
《伊利亚特》共24卷，15693行，取材于希腊神话中“不和的金苹果”的传说。相传阿喀琉斯的父母举行婚礼的时候忘记邀请不和女神厄里斯，愤怒的复仇女神在宴席上扔下一个金苹果，上写“赠给最美的女子”，引发天后赫拉、智慧女神雅典娜和爱神阿芙罗狄忒之间的争夺，并最终导致特洛伊战争的爆发。史诗以特洛伊战争中希腊联军统率阿迦门农夺走勇将阿喀琉斯宠爱的女俘，阿喀琉斯因愤怒而不再参战这一情节为楔子，描写阿喀琉斯的愤怒以及此后51天之内发生的事情。
《奥德赛》的故事发生在紧接着特洛伊战争之后的10年中。特洛伊战争中为希腊联军献木马记的奥德修斯因冒犯海神波塞冬而在海上遇难，滞留异乡，他以无比的英雄气概克服种种困难，终于回家和妻儿团聚。
《荷马史诗》的主题是歌颂希腊民族的光荣史迹，赞美勇敢、正义、无私、勤劳等善良品质，讴歌克服一切困难的乐观精神，肯定人与生活的价值。但史诗也具有浓厚的宿命论色彩，人与人之间的斗争常常是神与神之间斗争的缩影。但史诗对战争本身很少作正义与否的价值判断，超越了狭隘的民族主义。
在语言上，《荷马史诗》达到了很高的程度，修辞技巧相当成熟，叙事结构也非常合理。荷马善用比喻来描写人物及刻画宏阔的社会、历史场面。尽管其中不乏冗长多余的华丽辞藻，但这是所有古代文学的特点。
在这一时期的诗人除荷马外，赫西俄德也非常著名。他大致生活于公元前8世纪末至7世纪初。他的代表作包括教谕诗《工作与时日》和《神谱》。他的创作风格和荷马非常相似，语言上有模仿《荷马史诗》的痕迹。

### 大移民时代
公元前8世纪至公元前6世纪史称古希腊历史的“大移民时代”，这一时期的文学主要成就包括抒情诗和寓言。

#### 抒情诗
古希腊抒情诗包括多种题材，主要分为双行体诗、讽刺诗、琴歌和牧歌。其中写双行体诗的古希腊诗人众多，最早的诗人据传是公元前7世纪上半叶的卡利诺斯，但是最擅长写此诗体的则是西摩尼德斯（前556－前466）。雅典民主制度的创建者梭伦也写过不少诗歌。
然而古希腊抒情诗中，成就最高的却是琴歌，是一种伴随着音乐的歌曲类诗体。琴歌可分为两种，一是独唱体，一是合唱体。
独唱体琴歌的代表人物是女诗人萨福（前612－？）。她在雅典的民主派和贵族派的政治斗争中被迫流亡国外，后来在故乡莱斯博斯岛创建音乐学校。她一共创作了9卷诗，但留存下来的只有两首是完整的，其余都是一些残篇。她的语言艳丽无比，情调伤感，感情真挚，题材上多描写缠绵悱恻的爱情。如她的名作《致阿那克托里亚》，沉痛哀惋，感人肺腑。据说萨福是个同性恋者。她的许多诗作均于1703年在罗马和君士坦丁堡被公开焚毁。然而在古代希腊世界，萨福的地位极高，曾被柏拉图称为“第十个缪斯”。
除萨福外，阿尔凯奥斯和阿那克里翁也非常擅长写独唱体琴歌。阿尔凯奥斯和萨福过从甚密，但声名略逊于萨福。他的创作大多数是政治和战争题材，体现了琴歌中刚猛的一面。后世评论家认为正是他和萨福两个人使古希腊抒情诗达到登峰造极的地步。而阿那克里翁则由于投靠王室，充当御用诗人而名声不佳。他的作品通俗流畅，对16世纪之后的欧洲诗歌产生了深远的影响。
至于合唱体琴歌，成就最高的诗人是品达（前518－前442）。他曾受教于雅典的一些著名的音乐家，其诗作的主题多半是歌颂神、歌颂奥林匹克运动的。他一生共创作诗歌17卷，现存4卷完整的竞技胜利者颂（共计45首诗）。品达的诗歌对后世影响非常大，弥尔顿、歌德等都曾有意模仿过他的风格。

#### 《伊索寓言》
相传伊索是公元前世纪上半叶的一个获释的奴隶，聪明绝顶，他一生创作了许多寓言故事，但现在传世的只有公元前4世纪的一些古代作家整理编纂的120余则。不过根据考证其中有很多故事可能来源于亚洲或非洲，并非伊索所作。
伊索寓言主要是通过一些动物的言行来寄寓道德教谕，著名的故事包括“狮子和老鼠”、“狐狸和仙鹤”、“披着羊皮的狼”和“狐狸和葡萄”等。伊索寓言通常短小精悍，思想性颇强，体现了古代希腊人的智慧，对后世全世界的文学都产生了影响。

### 民主时代
所谓的“民主时代”，是指公元前6世纪到公元前4世纪这段时期。这一时代是古希腊世界的全盛时期，各城邦都得到繁荣的发展，而地处海湾、交通便利的雅典在工商业方面日益发达，并建立了奴隶主民主制。在雅典，国家不设国王，最高权力机构是全体公民大会，大会由公民抽签产生，共同对国家事务进行商议。
此外，对外战争的胜利也在一定程度上强化了这种繁荣的局面。公元前5世纪初，希腊和波斯之间的经济和政治矛盾引起希波战争，希腊人在马拉松战役和萨拉米战役中取得重大胜利，而战后许多希腊城邦成立海上同盟，以防御波斯侵略，雅典成为盟主。此后，雅典的经济和政治日益欣欣向荣，也迎来了古希腊文学的黄金时代。
这一时期古希腊文学成就最高的是戏剧。

#### 古希腊悲剧
古希腊悲剧起源于祭祀酒神狄俄倪索斯的庆典活动。在古希腊世界漫长的演进过程中，这种原始的祭祀活动逐渐发展成一种有合唱歌队伴奏，有演员表演并依靠幕布、背景、面具等塑造环境的艺术样式，这就是西方戏剧的雏形。
古希腊戏剧大都取材于神话、英雄传说和史诗，所以题材通常都很严肃。亚里士多德曾在《诗学》中曾专门探讨悲剧的含义。他认为悲剧的目的是要引起观众对剧中人物的怜悯和对变幻无常之命运的恐惧，由此使感情得到净化。悲剧中描写的冲突往往是难以调和的，具有宿命论色彩。悲剧中的主人公往往具有坚强不屈的性格和英雄气概，却总是在与命运抗争的过程中遭遇失败。
最早的悲剧作家包括“戏剧之父”忒斯庇斯、最先在戏剧中引入面具的科里洛斯等。但这一时期成就最高的悲剧作家则是埃斯库罗斯、索福克勒斯和欧里庇得斯三人。
埃斯库罗斯（前525－前456）是古希腊最伟大的悲剧作家。他对古希腊悲剧最大的贡献是在表演中引入了第二个演员，改变了过去古希腊戏剧中只有一个演员和歌队共同演出的传统模式，为戏剧情节的发展和戏剧道白的丰富多彩提供了可能和便利条件。埃斯库罗斯已知剧名的作品共80部，其中只有7部传世，包括《俄瑞斯忒亚》三联剧（《阿迦门农》、《奠酒人》和《复仇女神》）、《乞援人》、《波斯人》、《七将攻忒拜》和《普罗米修斯》。埃斯库罗斯是整个古希腊戏剧的第一位大师，对整个西方戏剧艺术的发展产生了深远的影响。
索福克勒斯（前496－前406）是雅典民主全盛时期的悲剧作家。他在27岁首次参加悲剧竞赛，即战胜了埃斯库罗斯。阿里斯托芬称赞他“生前完满，身后无憾”。索福克勒斯一生共写过100余部戏剧，却只有7部传世，成就最高的是《安提戈涅》和《俄底浦斯王》。其中《俄底浦斯王》被认为是古希腊悲剧的典范。索福克勒斯的悲剧往往被称为“命运悲剧”，即通常表现个人意志行为与命运之间的冲突。
欧里庇得斯（前485－前406）是雅典奴隶制民主国家危机时代的悲剧作家。他一生从未参与过任何政治活动，而是醉心于哲学思考。他在自己的作品中提出了许多问题，包括神性与人性、战争与和平、民主、妇女问题等等。他一生共创作了80余部悲剧，有18部传世。其中最优秀的包括《美狄亚》、《特洛伊妇女》等。欧里庇德斯所处的时代是雅典由表面繁荣逐渐走向动荡的时代。伯罗奔尼撒战争爆发后，各种社会矛盾日益尖锐，信仰危机和道德沦丧现象出现。在欧里庇德斯的戏剧中，可以清晰的感到剧作家对希腊政治现实的怀疑态度。《美狄亚》被认为是古希腊最动人的悲剧之一，也是西方文学中第一次把妇女作为主要角色来塑造。由于欧里庇得斯的戏剧风格和传统的悲剧风格不同，因此他生前并不出名，死后名声却很大，他的戏剧对希腊化时期的新戏剧、罗马文学和后世欧洲文学都有很大影响。

#### 古希腊喜剧
古希腊喜剧起源于祭祀酒神的狂欢歌舞和民间滑稽戏。公元前487年，雅典正式确定在春季酒神节庆中增加喜剧竞赛项目。
古希腊喜剧大半是政治讽刺剧和社会讽刺剧，产生于言论比较自由的民主政治繁荣时期。这一时期的喜剧具有较强的批判性，尤其擅长讽刺当权人物。这时的喜剧被称为“旧喜剧”。公元前5世纪雅典曾产生过三大喜剧诗人，分别是克拉提诺斯、欧波利斯和阿里斯托芬，只有阿里斯托芬有作品传世。
阿里斯托芬（前446－前358）生活于伯罗奔尼撒战争时期，雅典的城邦文明正在衰落之中，雅典社会出现了贫富分化、政治派系等现象，这些都称为剧作家创作的素材。阿里斯托芬一生共写过44个喜剧剧本，但完整流传下来的只有11部，比较著名的包括《巴比伦人》、《云》、《鸟》、《骑士》、《阿卡奈人》等。其中《鸟》是最优秀的作品，也是古希腊现存的结构最完整的寓言喜剧，是乌托邦喜剧的滥觞。阿里斯托芬是整个欧洲的喜剧之父，正是他奠定了西方文学中喜剧以滑稽形式表现严肃主题的传统。

### 希腊化时代
公元前4世纪下半叶，马其顿的亚历山大大帝征服了整个希腊，并在帝国扩张的过程中将希腊文明传播至东方，史称希腊化时代。此时的古希腊文学已经接近尾声，希腊语文明的中心也逐渐由雅典迁移至埃及的亞歷山卓。这一时期希腊文学的特点是脱离现实，讲求辞藻，追逐伤感情调。比较有成就的领域是新喜剧和田园诗。
所谓新喜剧，是相对于阿里斯托芬时代的“旧喜剧”而言的，其特征是不谈政治，回避严肃话题，而更多的表现社会风俗，用曲折的情节和雅致的风格取悦观众。米南德（前342－前292）是古希腊新喜剧的先驱和代表人物，共写过105部喜剧。他的很多作品都完整流传下来，包括《恨世者》、《萨摩斯女子》等。米南德的喜剧往往有比较复杂的爱情背景，特别注重剧中人物性格的刻画，深刻的影响了17世纪英国剧作家。
忒奥克里托斯（前310－前250）是希腊化时代田园诗的首创者。他诗风活泼、优美，现存完整诗篇30首。古罗马的维吉尔就曾模仿他的风格，创作了著名的《牧歌》。这一时期著名的诗人还包括阿波罗尼俄斯等。